# Ertragskraft
Ertragskraft (Profitabilität; englisch profitability, earning power) ist die langfristig nachhaltige Gewinnerzielungsmöglichkeit eines Unternehmens.

## Allgemeines
Während unter der Ertragslage die vergangene Gewinnsituation verstanden wird, ist die Ertragskraft eine zukunftsbezogene Größe. Die Ertragskraft ergibt sich aus der Verfolgung unternehmerischer Sachziele (Betriebszweck) und Formalziele (Unternehmensziele), insbesondere im Kerngeschäft und bei Cashcows. Sie ist eine der wichtigsten Beurteilungskriterien nicht nur für das Management eines Unternehmens, sondern auch die für dessen Aktionäre, Banken, Lieferanten, Konkurrenz und die Gewerkschaften. Das Management benötigt im Rahmen des Controllings die Quantifizierung der Ertragskraft, um abschätzen zu können, ob künftig Entscheidungen im Hinblick auf die Profitabilität erforderlich sind. Aktionäre interessieren sich für die Ertragskraft im Rahmen der Wertpapieranalyse, weil sie sich auf die Kursentwicklung auswirken kann; zwingend ist dies jedoch nicht. Banken messen die Ertragskraft, um die Kapitaldienstfähigkeit und letztlich die Bonität eines Kreditnehmers im Rahmen der Kreditwürdigkeitsprüfung zu ermitteln. Auch Ratingagenturen ermitteln die Ertragskraft für ihre Ratings. Denn das wichtigste Ziel der Erfolgsanalyse ist, die Ertragskraft zu ermitteln und zu beurteilen.

## Ermittlung
Der Jahresüberschuss ist ein schlechter Indikator der Ertragskraft, weil er auch außerordentliche und einmalige Effekte enthält, die weder nachhaltig auftreten noch zum Betriebszweck gehören und daher eliminiert werden müssen. Gewinngrößen werden um außerordentliche und einmalige Effekte bereinigt, damit die langfristige durchschnittliche Ertragskraft besser widergespiegelt werden kann. Zu den außerordentlichen und einmaligen Effekten gehören neutraler Aufwand und neutraler Ertrag. EBIT oder Betriebsergebnis erfüllen am besten die Kriterien der Betrieblichkeit und Regelmäßigkeit.
Durch die Bildung und Beibehaltung stiller Reserven unterschätzt der externe Analyst die Ertragskraft, bei ihrer Auflösung wird sie überschätzt. Das liegt daran, dass durch zulässige Anwendung des Niederstwertprinzips Vermögenswerte niedriger und Schulden höher bewertet werden als es ihrem Gegenwartswert entspricht. Nur die Höherbewertung der Schulden fällt beispielsweise durch Zuführung zu Rückstellungen auf. Die Auflösung stiller Reserven hingegen ist immer erkennbar durch Buchgewinne und Auflösungen von Rückstellungen, die zu den außerordentlichen Erträgen hinzuzurechnen sind.

## Kennzahlen
Für die Messung der Ertragskraft gibt es allerdings keine alleinige betriebswirtschaftliche Kennzahl, sondern erst die Kombination mehrerer Kennzahlen ergibt ein vollständiges Bild der betrieblichen Profitabilität. Ziel einer Analyse der Daten aus einem Jahresabschluss ist es letztlich, aus der Vergangenheit Hinweise für die künftige Ertragskraft abzuleiten, da nur ein Unternehmen mit stabiler Ertragskraft seine Existenz auch langfristig sichern kann, in dem seine Leistungsfähigkeit durch die Bildung von Rücklagen erhalten und ständig verbessert wird.
Ausgangspunkt ist das Betriebsergebnis, mit dem die Betriebsrentabilität ermittelt werden kann. Weitere flankierende Kennzahlen sind die Umsatzrentabilität, Eigenkapitalrentabilität oder Gesamtkapitalrentabilität. Der EBIT/Cashflow misst die Selbstfinanzierungsfähigkeit, die ein wichtiges Indiz für die Ertragskraft darstellt. Als Indikatoren der Ertragskraft gelten ferner die künftige Umsatzentwicklung, der Cashflow und der Gewinn je Aktie.

## Rechtsfragen
Die Ertragslage ist in Deutschland ein Rechtsbegriff. Gemäß § 264 Abs. 2 HGB hat der Jahresabschluss der Kapitalgesellschaft unter Beachtung der Grundsätze ordnungsmäßiger Buchführung ein den tatsächlichen Verhältnissen entsprechendes Bild der Vermögens-, Finanz- und Ertragslage der Kapitalgesellschaft zu vermitteln.